# Pawilon herbaciany na wyspie (Pszczyna)

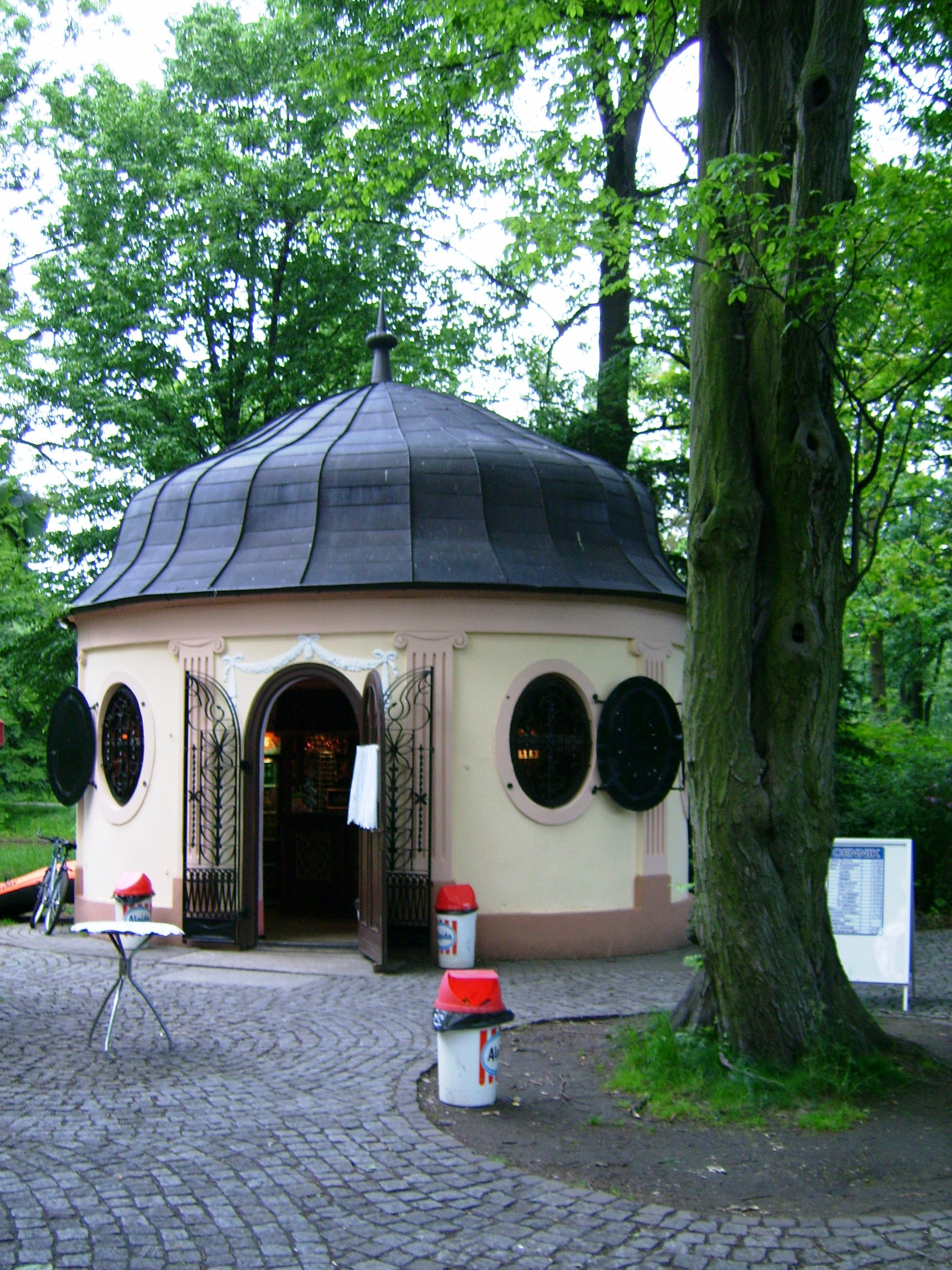
Pawilon herbaciany w parku zamkowym w Pszczynie

Pawilon herbaciany na wyspie (Herbaciarnia) – niewielki, klasycystyczny pawilon, usytuowany wśród drzew na wyspie pośród rozlewisk rzeki Pszczynki na terenie parku zamkowego w Pszczynie.
Murowana, jednokondygnacyjna budowla o owalnych otworach okiennych została wzniesiona na planie owalu i nakryta oryginalnym kopulastym dachem mansardowym. Powstała w trzeciej ćwierci XIX w. na fali ponownego zainteresowania kulturą Orientu. Łączy w sobie cechy romantycznej „świątyni dumania” z modnymi wówczas „chinoiseries” – parkowymi pawilonami, w których podczas ceremoniału parzenia i picia herbaty nawiązywano specyficzną więź z otaczającą przyrodą. Do naszych czasów wokół pawilonu zachowało się kilka wykonanych z piaskowca, nakrytych ośmiobocznymi blatami stołów, przy których pijano herbatę. W późniejszym okresie wykorzystano je jako postumenty pod różne rzeźby parkowe.
Aktualnie (2019) w sezonie letnim funkcjonuje tu parkowy bar – kawiarnia ze stolikami na wolnym powietrzu.
17 października 2023 obiekt wpisano do rejestru zabytków nieruchomych województwa śląskiego (nr rej. A/1273/23).